# Infectious Grooves
Infectious Grooves é uma banda de funk metal americana liderada pelo vocalista do Suicidal Tendencies, Mike Muir. Conta também com os guitarristas Dean Pleasants (Suicidal Tendencies) e Jim Martin (ex-Faith No More), o baixista Robert Trujillo (ex-Suicidal Tendencies, atualmente no Metallica) e o baterista Brooks Wackerman (ex-Bad Religion, atualmente no Avenged Sevenfold). A banda lançou quatro álbuns, entre 1991 e 2000.
Embora o senso de humor de Muir fosse perceptível com frequência no trabalho do Suicidal Tendencies, o Infectious Grooves trouxe um tipo de humor mais escrachado; seus álbuns continham sketches de comédia, narrados por um amante reptiliano chamado Aladdin Sarsippius Sulemenagic Jackson III.
A banda manteve um hiato entre o lançamento de seu quarto álbum, Mas Borracho, de 2000, e 2007, período em que cada um dos integrantes esteve envolvido com seus projetos particulares. Em 2008 a banda retornou, fazendo uma turnê de um mês pela Europa em abril, com Steve Brunner no baixo, Eric Moore na bateria, e Dean Pleasants e Tim Stewart nas guitarras. De acordo com o depoimento de Muir em 2006, no site oficial do Suicidal Tendencies, o Infectious Grooves estaria então trabalhando em material novo.

## Membros
- Mike Muir - vocal
- Robert Trujillo- baixo
- Josh Paul - baixo
- Dean Pleasants - guitarra
- Adam Siegel - guitarra
- Brooks Wackerman - bateria

## Discografia
| Ano  | Título                                                              | Gravadora | Maior posição na Billboard | Formato | Outras informações                                                                           |
| ---- | ------------------------------------------------------------------- | --------- | -------------------------- | ------- | -------------------------------------------------------------------------------------------- |
| 1991 | The Plague That Makes Your Booty Move...It's the Infectious Grooves | Epic      | 198                        | CD      | - Álbum de estreia. - A segunda faixa, "Therapy", conta com backing vocals de Ozzy Osbourne. |
| 1993 | Sarsippius' Ark                                                     | Epic      | 109                        | CD      |                                                                                              |
| 1993 | The Great Infectious Cover-up                                       | Epic      | Não foi listado            | CD      |                                                                                              |
| 1994 | Groove Family Cyco                                                  | Epic      | Não listado                | CD      |                                                                                              |
| 2000 | Mas Borracho                                                        | Suicidal  | Não foi listado            | CD      |                                                                                              |
| 2020 | Take U On A Ride (EP)                                               |           | Não foi listado            | EP      |                                                                                              |